# Доњи Оризари (Битољ)
Доњи Оризари (мкд. Долно Оризари) су насеље у Северној Македонији, у јужном делу државе. Доњи Оризари припадају општини Битољ.

## Географија
Насеље Доњи Оризари је смештено у јужном делу Северне Македоније. Од најближег већег града, Битоља, насеље је удаљено 5 km североисточно.
Доњи Оризари се налазе у средишњем делу Пелагоније, највеће висоравни Северне Македоније. Насељски атар је равничарски, док се даље, ка југозападу, издиже планина Баба. Источно од села тече Црна река. Надморска висина насеља је приближно 580 метара.
Клима у насељу је умереноконтинентална.

## Становништво
Доњи Оризари су према последњем попису из 2021. године имали 1.734 становника.
| Национални састав према попису из 2021.‍ | Национални састав према попису из 2021.‍ | Национални састав према попису из 2021.‍ | Национални састав према попису из 2021.‍ | Национални састав према попису из 2021.‍ |
| --------------------------------------- | --------------------------------------- | --------------------------------------- | --------------------------------------- | --------------------------------------- |
|                                         |                                         |                                         |                                         |                                         |
| Македонци                               | Македонци                               |                                         | 1.590                                   | 91,7%                                   |
| непописани                              | непописани                              |                                         | 127                                     | 7,3%                                    |

Већинска вероисповест је православље.

## Галерија
- Улаз у Француско војно гробље у Долном Оризару, 1920